# کروگولنا
کروگولنا (به لهستانی:  Krogulna) یک روستا در لهستان است که در گمینا پوکوی واقع شده‌است.